# Nikolaj Andrianov
Nikolaj Efimovič Andrianov (Vladimir, 14 ottobre 1952 – Vladimir, 21 marzo 2011) è stato un ginnasta sovietico, vincitore di quindici medaglie ai Giochi olimpici (sette ori, cinque argenti e tre bronzi).

## Carriera
A undici anni Andrianov entra a far parte della società sportiva Burevestnik e frequenta la Scuola sportiva per bambini e ragazzi di Vladimir, dove è allenato da Nikolai Tolkachev. I primi successi in campo internazionale arrivano nel 1971 ai Campionati europei di Madrid dove conquista due ori, due argenti e due bronzi. Nei nove anni successivi conquista quindici medaglie olimpiche, dodici mondiali ed altre quattordici europee. Si ritira nel 1980: è a tutt'oggi il ginnasta più medagliato di sempre.

## Dopo il ritiro
Sposato con la collega connazionale Lyubov Burda, due volte campionessa olimpica, nel 2001 Andrianov fu ammesso nella Hall of fame della ginnastica artistica e dal 2002 diresse una scuola sportiva specializzata nella ginnastica artistica di Vladimir. Nel 2010 rese noto di essere affetto da atrofia multi-sistemica (AMS) allo stadio avanzato. È scomparso nel marzo 2011 all'età di 58 anni.

## Palmarès
| Manifestazione  | Anno | Sede              | Evento               | Risultato |
| --------------- | ---- | ----------------- | -------------------- | --------- |
| Giochi olimpici | 1972 | Monaco di Baviera | Corpo libero         | Oro       |
| Giochi olimpici | 1972 | Monaco di Baviera | Concorso a squadre   | Argento   |
| Giochi olimpici | 1972 | Monaco di Baviera | Volteggio            | Bronzo    |
| Giochi olimpici | 1976 | Montréal          | Concorso individuale | Oro       |
| Giochi olimpici | 1976 | Montréal          | Corpo libero         | Oro       |
| Giochi olimpici | 1976 | Montréal          | Anelli               | Oro       |
| Giochi olimpici | 1976 | Montréal          | Volteggio            | Oro       |
| Giochi olimpici | 1976 | Montréal          | Concorso a squadre   | Argento   |
| Giochi olimpici | 1976 | Montréal          | Parallele            | Argento   |
| Giochi olimpici | 1976 | Montréal          | Cavallo              | Bronzo    |
| Giochi olimpici | 1980 | Mosca             | Concorso a squadre   | Oro       |
| Giochi olimpici | 1980 | Mosca             | Volteggio            | Oro       |
| Giochi olimpici | 1980 | Mosca             | Concorso individuale | Argento   |
| Giochi olimpici | 1980 | Mosca             | Corpo libero         | Argento   |
| Giochi olimpici | 1980 | Mosca             | Parallele            | Bronzo    |

Mondiali
- : Varna 1974|Anelli
- : Strasburgo 1978|Anelli
- : Strasburgo 1978|Individuale
- : Fort Worth 1979 Squadre
- : Varna 1974| Individuale
- : Varna 1974| Squadre
- : Varna 1974|Cavallo con maniglie
- : Varna 1974|Parallele
- : Varna 1974|Sbarra
- : Strasburgo 1978| Squadre
- : Strasburgo 1978|Parallele
- : Strasburgo 1978|Volteggio

Europei
- : Madrid 1971|Cavallo con maniglie
- : Madrid 1971|Volteggio
- : Grenoble 1973|Corpo libero
- : Grenoble 1973|Volteggio
- : Berna 1975 | Individuale
- : Berna 1975|Volteggio
- : Berna 1975|Corpo libero
- : Berna 1975|Anelli
- : Berna 1975|Parallele
- : Berna 1975|Sbarra
- : Madrid 1971|Anelli
- : Madrid 1971|Parallele
- : Grenoble 1973|Anelli
- : Grenoble 1973|Parallele
- : Grenoble 1973|Individuale
- : Berna 1975|Cavallo con maniglie
- : Madrid 1971 | Individuale
- : Madrid 1971|Corpo libero